# Batalla de Gran
La batalla de Gran fue un conflicto militar que ocurrió el 16 de agosto de 1685 entre los ejércitos del Sacro Imperio Romano Germánico, en particular las tropas imperiales austríacas, y el Imperio otomano durante la Gran Guerra Turca (1683-1699). La batalla se luchó cerca de la actual ciudad de Esztergom (Gran) y terminó con la derrota de los otomanos.

## Preludio
La guerra comenzó en 1683 con una ofensiva del ejército otomano contra Viena (segundo asedio turco de Viena. Después de que este fuera derrotado en la batalla de Kahlenberg el 12 de septiembre de 1683, el ejército imperial y sus tropas polacas aliadas iniciaron una contraofensiva con el propósito de conquistar Hungría. Después de la victoria en Párkány, Gran se vio obligado a rendirse tras un breve asedio el 27 de octubre de 1683. El año 1684 también fue un año exitoso para los imperiales. Luego, en el verano de 1685, las tropas imperiales partieron al asedio de Nové Zámky bajo el mando de su general Carlos V de Lorena. Para distraer al ejército imperial, el ejército otomano al mando del Serasker Melek İbrâhim Paşa hizo su propio avance contra Gran. Por lo tanto, Carlos de Lorena dejó sólo un cuerpo de observación frente a Nové Zámky para luego marchar con su ejército principal en ayuda de Gran.

## La batalla
Cuando el ejército enemigo se acercó, el otomano Serasker (ministro de Guerra), que comandaba las tropas, levantó el asedio de Gran para poder ser lo suficientemente fuerte en la esperada batalla de campo que iba a ocurrir contra los imperiales. Desde el 11 de agosto, ambos ejércitos se posicionaban frente a frente en formación de batalla en la orilla izquierda del Danubio. Carlos de Lorena finalmente fingió una retirada el 16 de agosto tentando así a los otomanos a atacarle, cosa que hicieron. Inicialmente, este ataque se dirigió principalmente contra el ala derecha de los imperiales, donde el propio Carlos de Lorena tuvo que intervenir personalmente para reorganizar sus tropas. Después de que el centro también repeliera un ataque otomano, Carlos dio la orden de contraatacar. Los regimientos avanzaron y sólo abrieron fuego desde una distancia muy corta. Adicionalmente prefirieron utilizar cañones para ello, que abrieron un devastador fuego de metralla contra los soldados otomanos. Después de que también fracasara una ofensiva final de los otomanos contra el ala izquierda imperial, comandada por el elector bávaro Max Emanuel, los otomanos comenzaron a huir del campo de batalla. Aun así las fuerzas imperiales tuvieron que renunciar a la persecución de los otomanos, ya que sus tropas estaban demasiado agotadas para ello.

## Consecuencias
Después de la derrota del ejército de campaña otomano, las ciudades sitiadas por las fuerzas imperiales ya no podían contar con ayuda otomana. De esa manera Nové Zámky cayó rápidamente el día 19 de agosto. Poco después cayeron también las ciudades de Prešov, Košice y Tokay. Por lo tanto, el sultán hizo arrestar a Emérico Thököly en octubre y empezó a entablar las primeras negociaciones de paz con el emperador, que, sin embargo, no tuvieron éxito.